# Amel Majri
Amel Majri (Monastir, 25 januari 1993) is een in Tunesië geboren voetbalspeelster uit Frankrijk. Ze speelt als verdediger voor Al-Ula FC in de Saoedische Premier League.

## Clubcarrière
Majri werd geboren in Monastir in Tunesië en verhuisde op eenjarige leeftijd met haar tweelingzus Rachida en haar moeder Hafsia naar Frankrijk. Het gezin settelde zich in Vénissieux, een voorstad van Lyon. Iedere zomer keerde Majri terug naar Tunesië.
Op vierjarige leeftijd begon Majri met voetballen met haar oom. Ze spendeerde de zomers op de stranden van Tunesië waar ze strandvoetbal speelde. In Frankrijk speelde ze straatvoetbal met jongens tot twaalfjarige leeftijd. Een leraar van haar school raadde Majri aan om zich bij een voetbalclub aan te melden. Daar was Majri in eerste instantie op tegen. Uiteindelijk voegde ze zich bij l'AS Minguettes, waar ze het enige meisje in haar team was. Twee jaar later werd Majri op veertienjarige leeftijd gescout door Olympique Lyon. Sindsdien is ze als speelster actief bij de Franse grootmacht en won ze alle prijzen die er te winnen vielen met de club.
Majri voltooide op 13 augustus haar overstap naar Al-Ula FC in Saoedi-Arabië.

## Statistieken
| Seizoen | Club           | Land      | Competitie | Wedstrijden | Doelpunten    |                |   |   |
| ------- | -------------- | --------- | ---------- | ----------- | ------------- | -------------- | - | - |
| 2010/11 | Olympique Lyon | Frankrijk | Division 1 | 4           | 1             |                |   |   |
| 2011/12 | Olympique Lyon | Frankrijk | Division 1 | 3           | 1             |                |   |   |
| 2012/13 | Olympique Lyon | Frankrijk | Division 1 | 9           | 0             |                |   |   |
| 2013/14 | Olympique Lyon | Frankrijk | Division 1 | 11          | 0             |                |   |   |
| 2014/15 | Olympique Lyon | Frankrijk | Division 1 | 20          | 8             |                |   |   |
| 2015/16 | Olympique Lyon | Frankrijk | Division 1 | 17          | 4             |                |   |   |
| 2016/17 | Olympique Lyon | Frankrijk | Division 1 | 18          | 6             |                |   |   |
| 2017/18 | Olympique Lyon | Frankrijk | Division 1 | 19          | 3             |                |   |   |
| 2018/19 | Olympique Lyon | Frankrijk | Division 1 | 18          | 10            |                |   |   |
| 2019/20 | Olympique Lyon | Frankrijk | Division 1 | 14          | 5             |                |   |   |
| 2020/21 | Olympique Lyon | Frankrijk | Division 1 | 17          | 9             |                |   |   |
| 2021/22 | Olympique Lyon | Frankrijk | Division 1 | 5           | 2             |                |   |   |
| 2022/23 | Olympique Lyon | Frankrijk | Division 1 | 10          | 2             |                |   |   |
| 2023/24 | Olympique Lyon | Frankrijk | Division 1 | 20          | 6             |                |   |   |
| 2024/25 | Olympique Lyon | Frankrijk | Division 1 | 15          | 7             |                |   |   |
| 2025/26 | Olympique Lyon | Frankrijk | Division 1 | Al-Ula FC   | Saoedi-Arabië | Premier League | 0 | 0 |
| Totaal  | Totaal         | Totaal    | Totaal     | 200         | 64            |                |   |   |

Laatste update: 13 augustus 2025

## Interlandcarrière
Majri maakte in 2014 haar debuut voor het Franse nationale team. Ze werd een jaar later opgenomen in de Franse selectie voor op het WK 2015. Een jaar trad Majri voor het eerst aan op de Olympische Zomerspelen 2016. Een jaar later was ze eveneens onderdeel van de Franse selectie op het EK 2017. Majri kwam ook in actie op het WK 2019 in eigen land.
In juli 2022 beviel Majri van een dochter, Maryam. In december 2022 keerde ze terug als voetbalster na vijf maanden afwezigheid. Ze was de eerste Franse international die tijdelijk afstand nam van het voetbal vanwege zwangerschap. Majri werd geselecteerd voor het WK 2023 in Australië en Nieuw-Zeeland, waarna ze haar dochter na een trainingscentrum in Clairefontaine bracht.
Majri werd eveneens geselecteerd voor de Franse selectie op het EK 2025 in Zwitserland. Ze baarde in de penaltyserie tijdens de kwartfinale tegen Duitsland opzien door een merkwaardige aanloop voorafgaand aan haar gemiste penalty. Mede door haar gemiste penalty verloor Frankrijk de penaltyserie en volgde uitschakeling.